# Cyathocrinites
Cyathocrinites is een geslacht van uitgestorven zeelelies, dat leefde van het Siluur tot het Carboon.

## Beschrijving
Deze zeelelie had een komvormige, met enkele zachtwelvende kalkplaten bezette kelk en een cilindrische steel, die was samengesteld uit meerdere schijfvormige stengelleedjes (columnalia). De symmetrisch vertakte, slanke armen, die waren samengesteld uit meerdere kleine bouwstenen, vormden een grote, samengestelde kroon. De normale kelkdiameter bedroeg ongeveer acht millimeter.

## Leefwijze
Dit geslacht bewoonde rustige, ondiepe wateren.